# Agia Varvara (Attika)
Agia Varvara (griechisch Αγία Βαρβάρα (f. sg.), dt. Heilige Barbara) ist eine der Vorstädte der griechischen Hauptstadt Athen.
Der Ort liegt im Regionalbezirk Athen-West, vier Kilometer westlich vom Zentrum Athens am Fuß des Berges Egaleo.
Die örtliche Maria Mine ist ein Hydrowoodwardit-Fundort.